# Ahmed-paša Gedik
Ahmed-paša Gedik (turski: Ahmed-paşa Gedük), (? – 18. studeni 1482.), osmanlijski vojskovođa i veliki vezir.
Kao janjičar istaknuo se na bojištima Albanije i Makedonije, a naročito kao pomoćnik Mahmud-paše (Mahmūd-paşa) prilikom osvajanja Karamanije (Karamania).
Kao veliki vezir (1472. – 1473.) uspješno je branio istočnu granicu Osmanskog carstva od perzijskih napada. Zapovijedajući flotom od 300 brodova, zauzeo je između 1474. i 1475. sve đenovljanske posjede na Azovskom i Crnom moru. Na čelu flote od 450 brodova, osvojio je 6. kolovoza 1480. Otranto, opljačkao Apuliju (Puglia), Zante (Zakintos, Zákinthos) i Leukas (Leukás).
Kasnije je pao u nemilost i pogubljen je po naredbi sultana Bajazida II.